# Йоан Новий (Сучавський)

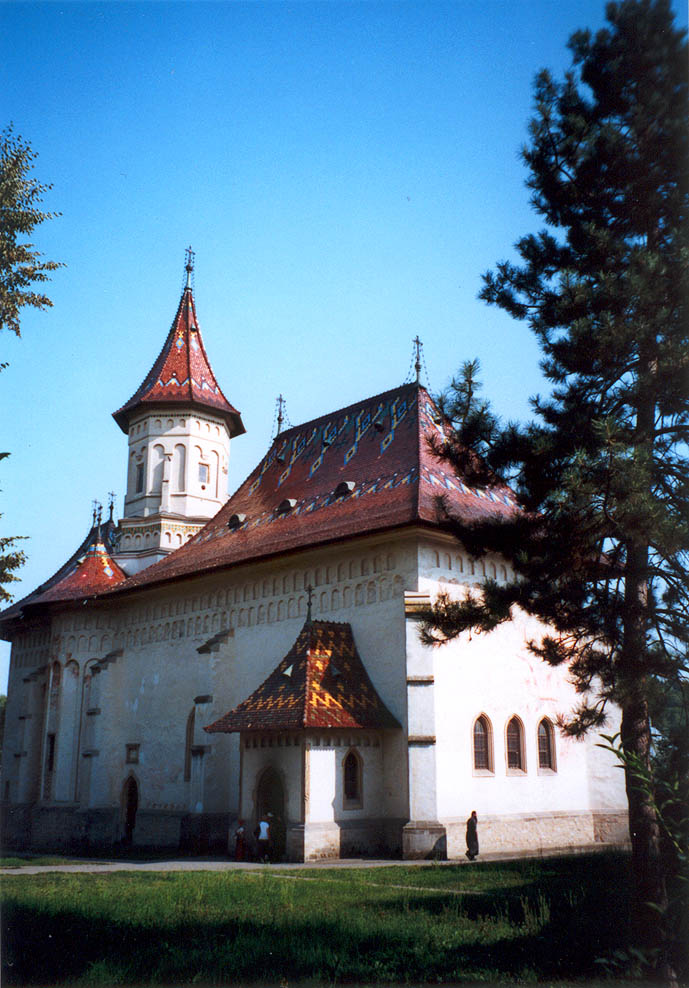
Церква Святого Георгія в монастирі Іоана Сучавського у м. Сучава, Румунія. У цій церкві зберігаються мощі святого.

Іоан Новий, Сучавський, теж Іван Сучавський та црксл. Іоанн Сочавський, тобто з м. Сучава у Румунії (рум. Sfantul Ioan cel Nou de la Suceava; поч. 14 століття, Трапезунд, Візантія — бл. 1340 р., Монкастро (Замок на горі), нині Білгород-Дністровський, Україна) — православний святий, великомученик, що зазнав мученицької кончини на землі, яка тепер є частиною України. Покровитель Бессарабії. Був купцем. Святий Іоан Новий — один з найшанованіших святих у північно-східній Румунії, Молдові та Буковині, з мощами якого пов'язано багато див. Українська письменниця з Буковини Ольга Кобилянська їздила у паломництво до Сучави поклонитися мощам святого.
Вважається що він має особливу благодать від Бога допомагати тим, що займаються торгівлею. Іменується «Сучавський», оскільки його мощі зберігаються в Сучаві на північному сході Румунії.
Живучи в XIV столітті, святий великомученик Іоан Новий Сучавський був благочестивим православним християнином. Не тільки у власному житті, але і в справах своїх він слідував Христовому вченню. Купець за родом своєї діяльності, святий Іоан суворо дотримувався ділового етикету в торгівлі й здійснював милосердя про підлеглих; звершуючи торгові мандрівки, відвідував численні християнські святині й мощі святих праведників.

## Мученицька кончина та посмертні дива
Бувши обмовленим перед градоначальником (вогнепоклонником) міста Монкастро (Замок на горі) (зараз — м. Білгород-Дністровський) злим венеційським капітаном корабля на якому він плив, святий Іоан твердо сповідав Христа і зазнав жорстоких мук (за тверду відмову приєднатися до вогнепоклонників), за що і був ушанований Спасителем нетлінного мученицького вінця.
Після побиття святого, було наказано прив'язати великомученика за ноги до хвоста дикого коня і волочити вулицями міста. Жителі єврейських кварталів особливо знущалися з мученика та кидали в нього камінням. Нарешті, хтось схопив меч, догнав святого і відрубав йому голову. Тіло великомученика з відрубаною головою лежало до вечора — ніхто з християн не наважився взяти його. Вночі над ним було видно стовп світла і безліч палаючих лампад; три світоносні мужі здійснювали над тілом святого спів псалмів і кадіння. Один з євреїв, думаючи, що це християни, прийшовши взяти тіло мученика, схопив лук і хотів пустити в них стрілу, проте, зв'язаний невидимою Божою силою, став непорушним. З настанням ранку видіння щезло, а стрілець продовжував стояти непорушно. Розповівши прибулим жителям міста про нічне видіння і кару Божу, яка його настала, він звільнився від невидимих узів. Дізнавшись про те, що сталося, градоначальник дозволив поховати останки великомученика. Тіло було поховано при місцевій церкві Монкастро (Білгорода-Дністровського). Це сталося між 1330 та 1340 роками.
Венеційський капітан, що передав святого Іоана на муки, покаявся і вирішив таємно вивезти мощі на свою батьківщину, але великомученик явився уві сні пресвітеру храму і перешкодив цьому. Протягом багатьох років мощі зберігалися у Білгороді-Дністровському, де стали відомими багатьма зціленнями та іншими дивами. Через 70 років після смерті, 24 червня 1402 року, мощі святого були перенесені в столицю Молдовсько-Волоського князівства Сучаву (сучасне м. Сучава, Румунія), які й до сьогодні зберігаються у Церкві Святого Георгія, що у монастирі Святого Іоана Сучавського (Румунської Православної Церкви).

## 97-річне перебування мощей святого в Галичині
У 1685 році мощі святого були взяті польським королем Яном Собеським і перенесені до м. Стрий (Львівська область). Згодом вони були перевезені до монастиря у м. Жовква, теж у Галичині. Австрійський імператор Йосиф II повернув їх до Сучави у 1783 році.
Восени 2009 року, мощі цього святого перебували з туром для поклоніння в Україні, зокрема у Свято-Іллінському храмі Києва (УПЦ МП).
Пам'ять його святкується 2/15 червня.

## Церкви святого Іоана Сучавського
- Церква Святого вмч Іоанна Нового Сочавського у м. Білгород-Дністровський (Україна), споруджена над колодязем на місці де загинув Святий великомученик Іоан Сучавський. Церква займає помітне місце у православному житті краю. Джерело є дуже цінним через його цілющі властивості. Сюди приїздять паломники з усього колишнього Союзу.
- Домовий храм святого вмч. Іоана Нового резиденції митрополитів Буковини й Далмації (Чернівці) (тепер центральний корпус Чернівецького університету) http://www.bogoslov.cv.ua/index.php?id=505&action=art [Архівовано 25 грудня 2016 у Wayback Machine.]

В північній Америці існує багато православних парафій що мають ім'я Святого Іоана Сучавського заснованих вихідцями з Буковини та Галичини. Серед них:
- Український православний собор Святого Іоана Сучавського (St. Ivan Suchavsky Cathedral) у м. Вінніпег, Канада (УПЦ Канади, Константинопольського патр.)
- Українська православна церква Святого Іоана Сучавського у м. Лешін, Квебек, Канада (під юрисдикцією РПЦЗ)